# Mescinia bacerella
Mescinia bacerella är en fjärilsart som beskrevs av Dyar 1919. Mescinia bacerella ingår i släktet Mescinia och familjen mott. Inga underarter finns listade i Catalogue of Life.